# Za Údrčí
Za Údrčí este o arie protejată (arie specială de conservare — SAC, sit de importanță comunitară — SCI) din Republica Cehă întinsă pe o suprafață de 31,78 ha, integral pe uscat.

## Localizare
Centrul sitului Za Údrčí este situat la coordonatele 50°08′12″N 13°04′08″E / 50.136667°N 13.068889°E.

## Înființare
Situl Za Údrčí a fost declarat sit de importanță comunitară în aprilie 2005 pentru a proteja 1 specie de animale. Situl a fost protejat și ca arie specială de conservare în mai 2014.

## Biodiversitate
Situată în ecoregiunea continentală, aria protejată nu include niciun habitat protejat.
La baza desemnării sitului se află o specie protejată de  nevertebrate: fluturele auriu (Euphydryas aurinia).